# Derelicts
A Derelicts a svéd Carbon Based Lifeforms ambient duó ötödik (a Notch-ként kiadott The Path albumot is számítva hatodik) nagylemeze. 2017-ben jelent meg; ez a duó első nagylemeze, melyet már nem az Ultimae Records, hanem a finn Blood Music adott ki.
A deep ambient stílusú Twentythree kitérője után az együttes visszatért korai albumai (az úgynevezett „Ultimae-trilógia”) nagyobb közönség által elérhető, jellegzetes ambient/acid hangzásához. A régi albumokkal ellentétben azonban nem digitális (szoftveres), hanem főként analóg (hardver) szintetizátorokat használnak.

## Keletkezése
Kezdetben Hedberg és Segerstad egy északi legendák által ihletett, elvarázsolt erdőket és lényeket idéző albumot tervezett, azonban idővel az elhagyatott létesítmények, elpusztult high-tech berendezések témája felé sodródtak, mely végül a lemez fő motívuma lett (a mitológiai témát Segerstad később Omnious című szólólemezén dolgozta fel).
Az új anyagon 2015 februárjában kezdtek dolgozni, az ekkor írt számokkal azonban nem voltak megelégedve; közülük csak egy (a 780 Days) került fel végül a lemezre. A hanganyag aprólékos munkával, két és fél év alatt készült el; egyes számokat akár fél évig is csiszoltak. A Roland TB–303-ra való hagyatkozás mellett számos sample-t használtak fel, melyeket különféle környezeti hangokból nyertek, beleértve gyermekjátékok és háztartási készülékek zajait.

## Leírása
Mint ahogy a kritikusok megjegyezték – és maguk a zenészek is megerősítették – az album nem tartalmaz stílusbeli újításokat: a Hydroponic Gardenig visszanyúló, bejáratott CBL-hangzást alkalmazza, a régebbi lemezek legjobban sikerült megoldásaira alapozva az új anyagot. A korai albumokhoz képest azonban kevésbé energikus; nagyobb szerepet kaptak a ritmus nélküli, deep ambient részek – ezen okból kifolyólag a lemez egyes rajongóknak csalódást okozott, ugyanis sokan egy Interloper-folytatásra, az Ultimae-trilógiába szervesen illeszkedő albumra számítottak.
Bár a hanganyag és a stílus homogén, az egymást követő számok különböző érzéseket idéznek fel: álomszerű lebegés (Clouds), árnyékos csúcsok (Equilibrium), vagy éppen szivárványos ragyogás (~42º). Egyszerre gyönyörű és szomorú; a kiadó szerint az együttes addigi legkísértőbb hangulatú munkája.
A zenét Johannes Hedberg és Daniel Segerstad szerezték és adták elő, az énekes Ester Nannmark.

### Számlista

#### 01.Accede
A szám egy Roland JD-800 szintetizátorral való kísérletezés során jött létre. Az Interloper nyitódalához hasonlóan az Accede is egy hosszú, energikus bevezető, tiszta arpeggiókkal és sodró dallamokkal. Mikael Lindahl jóvoltából videóklip is készült hozzá (a duó első hivatalos klipje), melyet költségvetés nélkül, űr- és természettudományos filmrészletek összefűzésével készítettek.

#### 02.Derelicts
A címadó, hamisítatlan CBL-hangzású dalt fojtott, mélytengeri merülést idéző basszus uralja, melyhez kimért, elégikus melódiák társulnak, Nannmark modulált szavalása pedig túlhaladott technológiákról és tönkrement gépekről szól. A dobritmus kellemes, a dallamokat szöveg nélküli énekhangok ölelik körbe, a gitárszólam pedig kiterjeszti az amúgy is lenyűgöző hangflórát.

#### 03.Clouds
Az éteri Clouds a Carbon Based Lifeforms egyik legjellemzőbb deep ambient száma. Egyesek Hammock-stílusú posztrock-beütéseket figyeltek meg benne, bár a Clouds a Hammocknál sokkal barátságosabb, vigasztalóbb atmoszférájú: mintha a hallgató éppen valami gyönyörű felfedezés határán lenne.

#### 04.Nattväsen
A Nattväsen (Éjszakai lények) északi mítoszokat idéző dalszövege egy kislányról szól, aki eltéved az erdőben, és varázslatos erdei lényekkel találkozik, akik föld alatti otthonukba csábítják őt. A zenét és a szöveget Daniel Segerstad írta, és nagy valószínűséggel az Omniousra, Segerstad Sync24 szóló projektjének albumára került volna fel, de végül a Carbon Based Lifeforms lemezének része lett.

#### 05.Equilibrium
A duó korai munkásságát (például MOS 6581) idéző, statikus elektromossággal telített, hipnotikus szám. A dobütések végig jelen vannak, de nem tolakodóak, nem befolyásolják a „földönkívüli világ” érzését.

#### 06.Path of Least Resistance
Ritmus és dallam nélküli, bűvös patak folyásához hasonlított drone-jellegű hangkavalkád, mely lezárja az album első, ambientális részét. A következő számmal kezdve a Derelicts maga mögött hagyja a békés hangulatot és élénk, magával ragadó vidéket fedez fel, melynek a Dodecahedron lesz a csúcspontja.
A 2020-as ALT:02 remix lemezre felkerült a szám trance stílusban újrakevert változata Path of Least Dunka Dunka néven.

#### 07.780 Days
Az album legelsőként elkészült száma; már 2015 elején alakot öltött. A zenészek nem fejtették ki a cím jelentését, de egyes rajongók megjegyezték, hogy 780 nap a Mars szinódikus keringési ideje.
A természeti effektusokkal, erdei lények hangjaival aláfestett szintetikus ambient környezet egy idő után lassú tűzön égő, ütemes acid zenévé fejlődik, melyhez szólamban játszó szintetizátorok szolgáltatják a dallamot. Egy kritikus szerint a szám az album egyik nirvánája, mely előrevetíti a Dodecahedronban elérkező betetőzést.

#### 08.~42º
Az előzőnél sötétebb, az 1980-as évek hangulatát idéző, kevés ritmushangszert felvonultató space ambient szám, melyet mélyre hangolt analóg tételekhez csatlakozó, sziporkázó hangjegyek jellemeznek.
A dal a szivárványról szól, és az Ester Nannmark által felolvasott szöveg a jelenség keletkezését írja le. A 42º a látószögre utal: a vízcseppek fénytörésének köszönhetően a szivárvány ekkora szögben látható a napsugarakhoz képest.

#### 09.Rayleigh Scatterers
A cím ismét fénnyel és égbolttal kapcsolatos jelenségekre utal (a Rayleigh-szórás magyarázza az ég színét), azonban ez a szám nyugodtabb, medidatívabb, és optimistább, mint a ~42º. Filigrán, légies billentyűk és ütések jellemzik, melyekhez időnként lágy ének csatlakozik, egy adag érzékiséget adva a zenéhez.

#### 10.Dodecahedron
A 780 Days-hez hasonló progresszív elektronikus szám, bár sokkal hosszabb idő alatt fejlődik az ambient világából ütemes acid zenévé. A vezérdallam varázslatos, és minden hozzáadott réteg növeli az eposzi élményt. Több kritikus és rajongó szerint az album legjobbja, mely által a Derelicts eléri célállomását – mi több, az együttes munkásságának egyik csúcspontja.

#### 11.Loss Aversion
A tetőpont és a konklúzió közé ékelődve a Loss Aversion is hűen adja vissza a lemezen átívelő témát: rozsdás szerkezetek, elhagyott gépezetek, szellemjárta ipartelepek. Intenzitása hasonló az előző száméval, üteme azonban nehézkesebb, az érzelmek pedig szinte túlcsordulnak.

#### 12.Everwave
A lemez visszatér a deep ambient világába: az albumot befejező Everwave egy 14 perces, felszabadult de ugyanakkor titokzatos, ritmus nélküli, drone-jellegű alkotás.
Egy kritikus szerint a Derelicts utolsó három száma vetekszik a Solar Fields Until We Meet the Sky albumának lezárásával.

## Fogadtatása
A Tartine de Contrabasse szerint a Hydroponic Garden a csillagokba nézett, a World of Sleepers a mélységekbe merült, az Interloper hajnali ködökben kavargott – a Derelicts pedig mindhárom hangulat között hullámzik, de csak akkor tudjuk szívünkbe zárni, ha önmagáért élvezzük, nem pedig elődeit keressük benne.
A SpazioRock véleménye, hogy a Derelicts a földi és földönkívüli világ filmzenéje, melyben a hallgató egy párhuzamos valóságba merül, ahol a zene az emberi érzelmek teljes spektrumát ébreszti fel; a lemezzel a Carbon Based Lifeforms ismét az ambient legnagyobbjai közé helyezte magát. Az Orb Mag szerint az album egy emocionális zarándoklat összetett hangzások, drámai dallamok, és gyengéd basszus euforikus világegyetemén keresztül, ahol minden hangjegynek megvan a maga helye az álomszerű akkordok és a mélyre ható moduláció bonyodalmas rétegeiben.
Negatívumként rótták fel, hogy egyes számok túlságosan elnyújtottak, képtelenek a lényegre térni, csak keresik az útjukat anélkül, hogy érzéseket váltanának ki. Egy másik kritikus a reverb effektusok túlzott használatát kifogásolta, mely eredményeként a zene elvesztette a korábbi albumokra jellemző kristálytiszta jellegét.